# 1971
1971 (MCMLXXI) var ett normalår som började en fredag i den gregorianska kalendern.

## Händelser

### Januari
- Januari
  - Polens regering sätter in militär efter strejker och oroligheter bland hamnstädernas arbetare. Till slut går kommunistpartiledaren Edward Gierek dock med på kraven.[1]
  - Spridning av växtgifter i skog och mark förbjuds i Sverige.
- 1 januari
  - En riksomfattande kommunreform genomförs i Sverige vilket innebär att begreppen stad ("stadskommun"), köping och landskommun avskaffas och ersätts av kommun.[2]
  - Ångervecka införs i Sverige.[3]
  - Det svenska Riksskatteverket (RSV) börjar sin verksamhet [3], som innebär frågor rörande beskattning, folkbokföring och indrivning samt allmänna val.
  - Den nya svenska gymnasieskolan tillkommer genom sammanslagning av fackskolan, yrkesskolan och gymnasiet.[4]
  - Antalet outhyrda lägenheter tre månader efter färdigställandet i Sverige är vid årsskiftet mindre än 2 %.[5]
- 2 januari
  - En lag i USA träder i kraft och förbjuder radio och TV att göra reklam för cigaretter.[6]
  - En läktarbarriär rasar under en fotbollsmatch i Glasgow, varvid 66 människor omkommer.[7]
- 4 januari – I Oslo inleds rättegången mot tyske p-pillertillverkaren Anovlar då en kvinna dött efter regelbunden användning.[1]
- 8 januari – I Uruguay kidnappas den den brittiske ambassadören Geoffrey Jackson av Tupamarosgerillan.[7]
- 11 januari – Den svenska enkammarriksdagen håller sitt första möte i Stockholms kulturhus vid Sergels torg medan riksdagshuset byggs om.[3]
- 12 januari – I  Engelska kanalen kolliderar ett tyskt fartyg med ett tankfartygsvrak och sjunker, varvid 21 personer omkommer.[7]
- 15 januari – I Egypten invigs Assuandammen av president Anwar Sadat och Sovjetunionens president Nikolaj Podgornyj.[7]
- 25 januari – I Uganda utförs en militärkupp av Idi Amin, som störtar diktatorn Milton Obote.[8] Kuppen är "blodig".[1]

### Februari

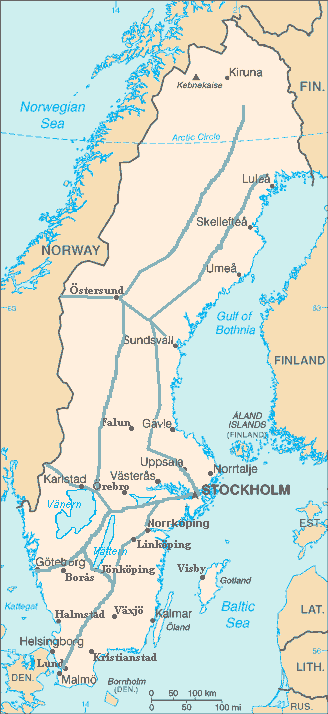
Saco–SR-konflikten

- 4 februari – Rolls-Royce går i konkurs varpå den brittiska staten tar över verksamheten.
- 5 februari
  - All persontrafik med tåg på SJ stoppas efter en strejk bland tågledarna i Sverige.[8] Sveriges akademikers centralorganisation och SR:s strejk utvidgas med lockout. Konflikten lamslår svensk tågtrafik och berör lärare för 700 000 svenska skolelever.[3]
  - Apollo 14 landar på månen.
- 6 februari – Den italienska staden Tuscania drabbas av en jordbävning.[9]
- 7 februari – I en folkomröstning i Schweiz röstar nästan 2/3 av de deltagande för att kvinnlig rösträtt ska införas på federal nivå i landet.
- 9 februari – Den amerikanska rymdfarkosten Apollo 14 med astronauterna Alan Shepard, Edgar Mitchell och Stuart Roosa återvänder till jorden.
- 10 februari – Jugoslaviska konsulatet i Göteborg ockuperas av två medlemmar i Ustasjarörelsen, vilka håller tre personer som gisslan. Ockupanterna kräver att en dödsdömd kamrat skall friges. De båda männen ger sig dagen efter.[9]
- 15 februari – I Storbritannien införs decimalsystemet beträffande pengar och ett pund består därmed av 100 pence.[9]
- 21 februari – FN antar psykotropkonventionen  i Wien, Österrike.[10]
- 23 februari – Sveriges regering beslutar om utflyttning av 37 statliga verk från Stockholm till 13 städer runtom i Sverige.[8]

### Mars
- 1 mars – Fyra personer skjuts ihjäl under en förberedande förhandling i Sydöstra Hälsinglands tingshus i Söderhamn, de så kallade tingshusmorden.
- 2 mars – Norges statsminister Per Borten lämnar in regeringens avskedsansökan efter att en hemlig rapport om samtal med EEC-kommissionen läckt till pressen.[11]
- 5 mars – Svenska Socialdemokraterna och Centerpartiet driver igenom ett förslag om annonsskatt för svenska dagstidningar tillsammans med ett presstöd på tre miljoner SEK.[3]
- 8 mars – Jan Troells film Utvandrarna efter Vilhelm Mobergs roman med samma namn har premiär.[3]
- 11 mars – På grund av storkonflikten, som inleddes 5 februari, beslutar Sveriges riksdag om tjänsteplikt, en fullmaktslag som tvingar parterna att återgå till arbetet och återuppta förhandlingarna. Det blir fart på tågen igen.[8]
- 12 mars – En statskupp sker i Turkiet
- 13 mars – Philemon Arthur and the Dungs berömda låt Naturen släpps med de klassiska citatet: idag är det den 13 mars och eh vi har just skivit en ny låt, det tog tre minuter håll er i häcken och ta emot!.[3].
- 15 mars – I Hamburg i Västtyskland sker en explosion i den svenska tankern Seven Stars, varvid fyra varvsarbetare dödas och tre skadas.[11]
- 17 mars – Regeringen Bratteli I tillträder i Norge.
- 21 mars – Nordirlands premiärminister James Chichester-Clark avgår. Han efterträds av Brian Faulkner.[11]
- 25 mars – I norra Dalsland sker Sveriges första distribution av livsmedel med hjälp av lantbrevbärare i glesbygd.[11]
- 26 mars – Östpakistan utropar sig självständigt från Pakistan och byter namn till Bangladesh.[12]
- 29 mars – Salénrederierna tar över Götaverken.[11]
- 31 mars – Löjtnant William Calley döms till livstid för massaker på civila i Song My, men behöver aldrig avtjäna straffet.[1]

- Mars

Bangladesh självständighet leder till krig.

  - Inbördeskrig i Pakistan, Öst mot Väst.[13]
  - Den svenska regeringen konstaterar att medlemskap i EEC är oförenligt med neutralitetspolitiken.

### April
- 3 april
  - Eurovision Song Contest genomförs i Dublin. Vinnare blir Séverine för Monaco.[14]
  - SAS genomför premiärturen över Sibirien till Tokyo.[14]
- 6 april – Vulkanen Etna börjar spy ut lava och ånga ur fem kratrar.[14]
- 7 april
  - Jugoslaviens ambassadör i Stockholm, Vladimir Rolovic, skjuts till döds av de två kroaterna Miro Baresic och Anđelko Brajković ur Ustaša-rörelsen.[8] Mördarna grips genast.[2]
  - 18-årige Stellan Bengtsson blir singelvärldsmästare i bordtennis i japanska Nagoya.[3]
- 8 april – THX-doktorn Elis Sandbergs verksamhet förklaras olaglig av Högsta domstolen.[14]
- 10 april – Ett amerikanskt bordtennislag besöker Peking, leder till så kallad "islossning" i relationerna mellan Kina och USA och inleder den så kallade pingpongdiplomatin.[8]
- 16 april – Svenska Deckarakademin grundas.
- 17 april – Vid inbördeskriget i Pakistan angriper armén utbrytarna i Östpakistan, som utropat sig till självständig stat som Bangladesh, och hundratusentals människor flyr.[1]
- 19 april –  En polis skjuts ihjäl i Krokom.[14]
- 20 april – Ett avtal om ökat ekonomiskt, tekniskt och industriellt samarbete under 20 år tecknas i Moskva mellan Finlands statsminister Ahti Karjalainen och Sovjetunionens regeringschef Aleksej Kosygin.[14]
- 22 april – Omkring en halv miljon kronor stjäls i Vietaskuppen.[14]
- 23 april – Det sovjetiska rymdskeppet Sojuz 10 skjuts upp med tre kosmonauter ombord.[14]
- 24 april – 500 000 personer demonstrerar i Washington, DC mot konflikten i Indokina.[8]

### Maj
- 3 maj – I Östtyskland avgår kommunistpartichefen Walter Ulbricht av åldersskäl och ersätts av Erich Honecker.[8]

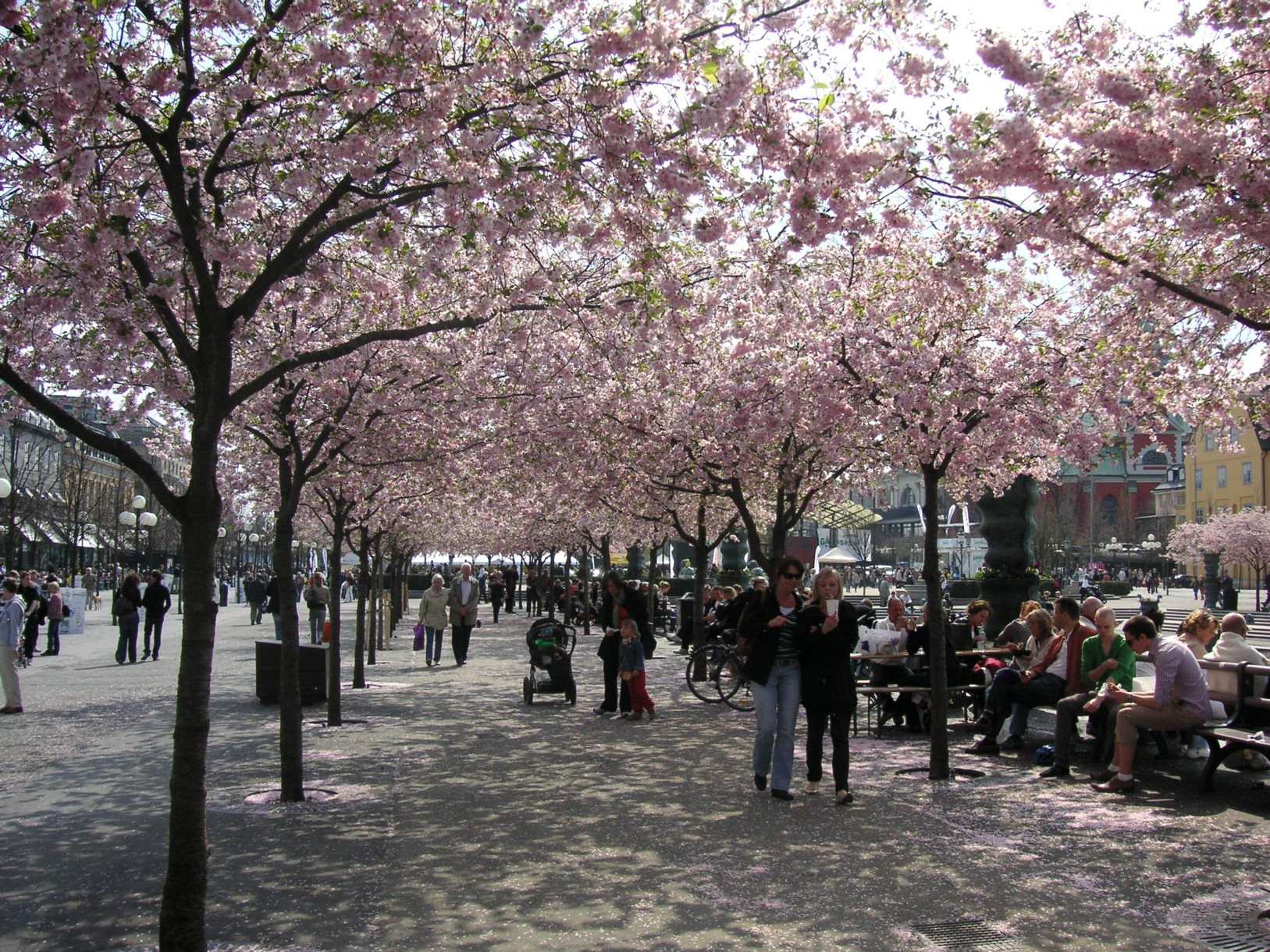
Kungsträdgården, plats för Almstriden.

- 6 maj – Grekland återupptar de diplomatiska förbindelserna med Albanien, vilka varit avbrutna sedan 1940.[15]
- 7 maj – Kommunala myndigheter i Stockholm meddelar att man den 12:e i samma månad skall fälla almar i Kungsträdgården. Det blir startpunkten för den s.k. Almstriden[16][17]
- 9 maj – Rymdsonden Mariner 8, på väg mot Mars, störtar fem minuter efter start.[15]
- 11–12 maj – Polis drabbar i Kungsträdgården i Stockholm samman i slagsmål med demonstranter. Demonstranterna vinner kampen. Det hela är känt som Almstriden, eftersom demonstranterna protesterar mot fällningen av några almar, som ska bereda plats för en tunnelbanenedgång enligt myndigheternas beslut. Till slut räddas dock almarna kvar.[8]
- 14 maj – En explosionsartad brand bryter ut på ett norskt fartyg på Eriksbergs varv i Göteborg, varvid tio personer dödas och 28 skadas.[15]
- 17 maj
  - Stockholms kommun meddelar att Almarna i Kungsträdgården får stå kvar "till hösten".[16]
  - Statsföretag håller sin första bolagsstämma.[15]
- 18 maj – Scandinavium i Göteborg invigs.[18]
- 22 maj
  - Vid en brand ombord på det norska kryssningsfartyget Meteor utanför Vancouver dödas trettiotvå besättningsmän.[15]
  - Vid ett jordskalv i östra Turkiet dödas nära 900 personer och 50 000 blir hemlösa.[15]
- 24 maj – HV71 bildas genom en sammanslagning av Husqvarna IF:s hockeysektion och Vätterstads IF.[19]
- 27 maj – Sedan 52 dagar spyr Etna ut lava. Över 100 hus, massor av fruktodlingar och vingårdar har förstörts.[20]
- 30 maj – Europarådets avtal om au pair-placering från 1969 och reglerna för det träder i kraft.[21]

### Juni
- 1 juni – Bashastigheten på svenska vägar blir 70 kilometer i timmen.[22]
- 4 juni – Göteborg firar 350 år som stad.[23]
- 6 juni – Det sovjetiska rymdskeppet Sojuz 11 skjuts upp med tre kosmonauter ombord.[22]
- 10 juni
  - Gösta "Fåglum" Pettersson, Sverige vinner den 54:e upplagan av cykelloppet Giro d'Italia [8], en av hans större framgångar i karriären.[2]
  - Två Lansenplan från Såtenäs flygflottilj kolliderar och fyra flygförare omkommer.[22]
- 13 juni – New York Times inleder publiceringen av The Pentagon Papers.

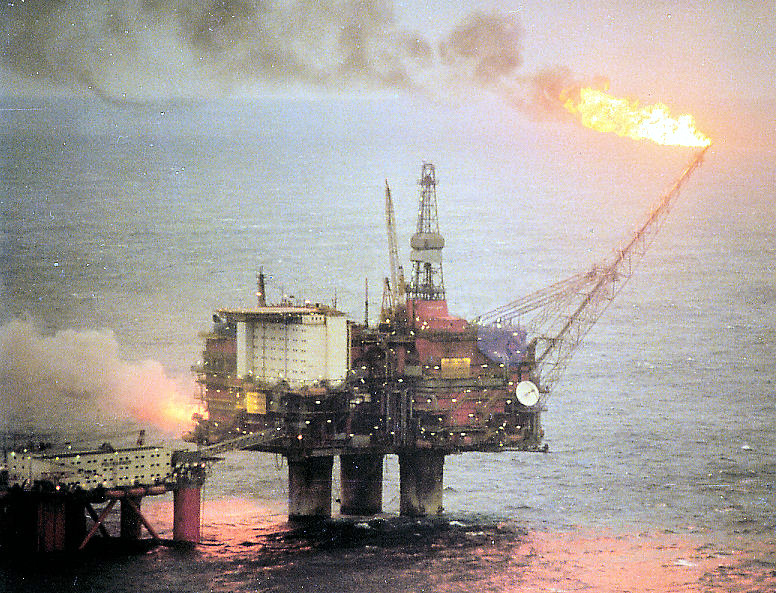
Norsk oljeplattform.

- 14 juni – Norge påbörjar oljeutvinning i Nordsjön.
- 17 juni  Representanter för Japan och USA skriver på ett avtal om att USA skall återlämna kontrollen över Okinawa till Japan.[24]
- 21 juni
  - Thorbjörn Fälldin väljs till ordförande för Centerpartiet efter Gunnar Hedlund.[8]
  - Det första serietillverkade svenska flygplanet, Saab 37 Viggen, levereras till flygvapnet.[3]
- 24 juni - Anders Svedlund fullbordar som första person en ensamkorsning av Indiska oceanen i roddbåt, 64 dagar, 6941 km (3748 Nautisk mil), start 21 april
- 26 juni - Philippe Petit[25] utför en lindans mellan Cathédrale Notre-Dame tornen i Paris.
- 29 juni – Paris stadsfullmäktige beslutar att de berömda Hallarna skall rivas.[22]
- 30 juni – Tre sovjetiska kosmonauter omkommer vid fel på rymdkapseln vid landningen efter en 24 dygns lång rymdfärd.[8]

### Juli
- 1 juli – I Sverige träder 1970 års  "Lag om husligt arbete" i kraft, och efterträder hembiträdeslagen från 1944.[26]
- 7 juli – Den svenska låginkomstutredningens arbete avbryts av svenska regeringen innan något betänkande har avgetts, då resultatet anses för besvärande för SAP.[2]
- 10 juli – I Marocko genomförs ett misslyckat kuppförsök mot kung Hassan II. Kuppledarna, tio militärer, avrättas senare.[27]
- 15 juli – I Göteborgs hamn inträffar en explosion i det danska fartyget Poona, varvid två man omkommer omedelbart och en avlider dagen efter.[27]
- 18 juli – Chefen för Etnografiska museet, Bengt Danielsson, avgår i protest mot att museet inte fått "funktionella lokaler".[27]
- 18 juli – I Sudan tar en vänsterorienterad militärregering makten i en oblodig statskupp. Jaafar al-Nimeiry återtar makten den 22 juli och dödsdomar utfärdas mot kuppmännen.[27]
- 26 juli – Apollo 15 startar med tre astronauter ombord.[27]
- 30 juli – 162 personer omkommer då ett japanskt jaktflygplan kolliderar med ett passagerarflygplan över  Morioka, Japan.[28]
- 31 juli – Den första bilturen på månen genomförs.[27]

### Augusti
- Augusti – I Sverige slås skolformerna fackskola, gymnasium och yrkesskola samman till gymnasieskola då läroplanen Lgy 70 träder i kraft.
- 1 augusti – I New York ger bland andra George Harrison och Bob Dylan konsert för flyktingar i Bangladesh.[1]
- 7 augusti – Efter att ha kört omkring på månen med en eldriven jeep och tagit prover landar de amerikanska astronauterna Scott, Warden och Inwin lyckligt med Apollo 15 nära Hawaii.[8]
- 11 augusti – 100 personer omkommer då ett sovjetiskt Tu-104-flygplan havererar vid starten från Irkutsk, Ryska SSR, Sovjetunionen.[28]
- 15 augusti – Det 1944 startade internationella valutasystemet Bretton Woods kraschar.
- 16 augusti – Storbritanniens protektorat över Bahrain upphör.[29]
- 19 augusti – Sveriges första kommersiella kärnkraftverk, Oskarshamn 1 i Simpevarp, startar regelbunden leverans av el [2] 14:25.
- 22 augusti – I Bolivia störtas president Juan José Torres efter blodiga strider och en junta tar makten.[30]
- 28 augusti – 31 personer omkommer då ett ungerskt trafikflygplan havererar i vattnet nordväst om Saltholm i Öresund vid inflygning till Kastrup.[28]

### September
- 1 september

Qatar självständigt.

  - Giuseppe Verdis opera Aida med Birgit Nilsson ges i Scandinavium i Göteborg för 10 000 personer.[3]
  - BRIS bildas i Sverige av författaren Gunnel Linde och journalisten Berit Hedeby efter att en treårig flicka blivit misshandlad till döds av sin styvfar tidigare under året.[31][32]
- 2 september – Den obemannade farkosten Luna 18 sänds upp av Sovjetunionen.[33]
- 3 september
  - Storbritanniens protektorat över Qatar upphör.[34]
  - Abortutredningen läggs fram.[33]
- 11 september – Luna 18 kraschlandar på månen.[33]
- 13 september – Lin Biao störtar i Öndörchaan på flykt från ett misslyckat kuppförsök.
- 14 september – Ett Viggen-flygplan kraschlandar på Malmslätts flygfält, piloten hinner rädda sig men flygplanet brinner upp.[35]
- 21 september – Stockholms Enskilda Bank och Skandinaviska Banken slås ihop till Skandinaviska Enskilda Banken (SEB) och blir Sveriges största bank.[8]
- 28 september – Den obemannade farkosten Luna 19 sänds upp av Sovjetunionen.[33]

### Oktober
- 1 oktober – SL-kortet införs.[4]

Zaire.

- 12 oktober – Persiska rikets 2500-årsjubileum firas i Iran.
- 21 oktober – En pistolbeväpnad jugoslav i Örebro tvingar sin frånskilda hustru, som fått vårdnaden av deras 15 månader gamle son, att följa med som gisslan och hämta pojken. Polisen följer med, och kidnapparen ger upp vid Trelleborg.[36]
- 26 oktober – Folkrepubliken Kina väljs in som medlem i FN, och Taiwan utesluts.[8]
- 27 oktober – Republiken Zaire utropas.[37]

### November
- 1 november
  - Minst 6 000 personer omkommer vid en stormflod på Indiens östkust.[38]
  - En cyklon dödar över 10 000 personer i Västbengalen och Orissa.[38]
- 2 november – De tre borgerliga svenska partierna kallar till gemensam presskonferens för första gången under efterkrigstiden. Bland annat kräver de en femprocentig sänkning av momsen.
- 3 november - Första versionen av Unix färdigställs på Bell Labs[39]
- 4 november – ASEA-Atom får Vattenfalls order för bygget av kärnkraftverket i Forsmark.[3]
- 6 november – USA utför kärnvapenprov på Aleuterna.[20]
- 15 november – Företaget Intel introducerar Intel 4004, världens första mikroprocessor.
- 29 november – De första kvinnorna gör entré i det schweiziska Nationalrådet.

### December
- December – Inbördeskriget i Pakistan utvecklas till krig mellan Indien och Pakistan. Pakistan kapitulerar, Bangladesh blir självständigt under Ali Bhutto.[1]
- 3 december
  - Indo-pakistanska kriget börjar.[13]
  - Det första bildtelefonsamtalet över Atlanten via satellit ingår i invigningsceremonin av den nordiska markstationen i Tanum i Bohuslän.[2]
- 4 december – Olle Hellboms filmatisering av Astrid Lindgrens Emil i Lönneberga har premiär.[8]
- 16 december – Indo-pakistanska kriget över. Bangladesh erkänns som självständig stat.[13]
- 18 december – Filmen Äppelkriget i regi av Tage Danielsson har premiär.[3]
- 22 december – Den österrikiske diplomaten Kurt Waldheim väljs till FN:s nye generalsekreterare.[8]
- 24 december – 91 personer omkommer då ett peruanskt trafikflygplan störtar i djungeln 840 kilometer från Lima, Peru.[28]

### Okänt datum
- En svensk utredning om införande av grundbidrag i partistödet tillsätts. Den föreslår grundbidrag samt reducerat partistöd till partier som får mellan 2,5 och 4 % av rösterna.
- Det anses finnas ett "outtaget löneutrymme" i de mest lönsamma svenska företagen till följd av den solidariska lönepolitiken. På LO-kongressen föreslår Metall att man skall placera dessa "övervinster" i en fond under löntagarnas kontroll under namnet "Demokrati i arbete". Detta leder senare till förslaget om löntagarfonder.
- Det svenska straffet för olaga vapeninnehav skärps.
- Hemspråksverksamhet (modersmålsverksamhet) inleds i den svenska förskolan.
- Förbud mot pornografisk skyltning införs i Sverige.[3]
- Riksförbundet Landsbygdens folk och Sveriges Lantbruksförbund går samman och bildar Lantbrukarnas Riksförbund (LRF).
- Nordiska ministerrådet inrättas som ett samarbetsorgan mellan regeringarna i de nordiska länderna (inklusive Färöarna, Grönland och Åland) och Nordiska rådet.
- Centre Culturel Suédois (CCS), Svenska kulturhuset, inrättas i Paris i Hôtel de Marle, administrerat av Svenska institutet.
- För första gången säljs under ett år fler färg-TV-apparater än svartvita i Sverige.
- Den svenska avdelningen av Världsnaturfonden, Stiftelsen Världsnaturfonden WWF, grundas.[40]
- Sverige förbjuder spridande av hormoslyr och liknande växtgifter.[3]
- Bingo har sedan starten tio år tidigare vuxit till en svensk folkrörelse.[3]
- RFSL får en Sverige-omfattande organisation.[41]
- SR har 2 619 900 licensinnehavare.[42]
- Sambeskattning av inkomster slopas i Sverige.

## Födda

### Första kvartalet

#### Januari
- 1 januari – Jyotiraditya Scindia, indisk politiker.
- 2 januari – Taye Diggs, amerikansk skådespelare.
- 3 januari – Marc Veasey, amerikansk demokratisk politiker.
- 4 januari – Junichi Kakizaki, japansk skulptör, konstnär och botaniker.
- 6 januari – Anki Edvinsson, svensk programledare i TV.
- 7 januari – DJ Ötzi, eg. Gerry Friedle, österrikisk sångare.
- 8 januari – Jesper Jansson, svensk fotbollsspelare.
- 11 januari
  - Mary J. Blige, amerikansk sångerska.
  - Priyanka Gandhi, indisk politiker.
- 18 januari – Jonathan Davis, amerikansk musiker, sångare i bandet Korn
- 26 januari – Dorian Gregory, amerikansk skådespelare.
- 31 januari – Patricia Velásquez, venezuelansk skådespelare.

#### Februari
- 1 februari
  - Tommy Salo, svensk ishockeymålvakt.
  - Ron Welty, amerikansk musiker, medlem i The Offspring.
- 5 februari – Fredrik Högberg, svensk tonsättare.
- 13 februari
  - Kristian Hermanson, svensk musiker.
  - Mats Sundin, svensk ishockeyspelare.
- 17 februari – Denise Richards, amerikansk skådespelare.
- 20 februari – Jari Litmanen, finländsk fotbollsspelare.
- 21 februari – Pierre Fulke, svensk golfspelare.
- 22 februari – Lea Salonga, filippinsk musikalartist och skådespelare.
- 24 februari – Pedro de la Rosa, spansk racerförare.
- 25 februari – Sean Astin, amerikansk skådespelare.
- 26 februari
  - Erykah Badu, amerikansk sångerska.
  - Max Martin, svensk musikproducent och kompositör.
- 27 februari – Minna Treutiger, svensk skådespelare.
- 28 februari – Maria Blom, svensk regissör och manusförfattare.

#### Mars
- 1 mars – Allen Johnson, amerikansk friidrottare.
- 2 mars – Roman Čechmánek, tjeckisk ishockeyspelare (målvakt).
- 8 mars
  - Ardis Fagerholm, svensk sångare, kompositör och sångtextförfattare.
  - Bob Boughner, kanadensisk före detta ishockeyspelare.
- 11 mars
  - Jonas Karlsson, svensk skådespelare.
  - Johnny Knoxville, amerikansk skådespelare.
  - Martin Ručinský, tjeckisk ishockeyspelare.
- 12 mars – Karolina A. Højsgaard, svensk orienterare, världsmästare 2004.
- 15 mars
  - Joachim Björklund, svensk fotbollsspelare.
  - Zdeslav Vrdoljak, kroatisk vattenpolospelare.
- 16 mars – Alan Tudyk, amerikansk skådespelare.
- 22 mars – Steven Hewitt, amerikansk musiker, trummis i Placebo.
- 23 mars – Karen McDougal, amerikansk fotomodell och skådespelare.
- 24 mars – Albrecht Behmel, tysk författare, historiker och essäist.
- 25 mars – Cammi Granato, amerikansk ishockeyspelare.
- 29 mars – Robert Gibbs, amerikansk politisk konsult.
- 30 mars – Fredrik B Nilsson, svensk programledare på Sveriges Radio och underhållare.
- 31 mars
  - Pavel Bure, rysk ishockeyspelare.
  - Klaus Härö, finlandssvensk filmregissör.
  - Ewan McGregor, skotsk skådespelare.

### Andra kvartalet

#### April
- 1 april – Clifford Smith, även känd som Method Man, amerikansk hiphopartist och skådespelare.
- 4 april – Raja Amari, tunisisk filmregissör.
- 8 april – Bryan Caplan, amerikansk ekonom.
- 11 april – Oliver Riedel, tysk musiker, basist i Rammstein.
- 12 april – Shannen Doherty, amerikansk skådespelare.
- 16 april
  - Jens Ganman, svensk artist, författare och frilansskribent.
  - Selena, amerikansk sångare.
- 22 april – Adam Nordén, svensk filmmusikkompositör.
- 23 april – Riikka Slunga-Poutsalo, finländsk politiker.
- 30 april
  - Martin Aliaga, svensk skådespelare.
  - Maria Westin, svensk teaterregissör, dramatiker.
  - Markus Aujalay, svensk kock.

#### Maj
- 6 maj – Chris Shiflett, amerikansk musiker, gitarrist i Foo Fighters.
- 7 maj – Marco Casagrande, finländsk arkitekt och legosoldat.
- 11 maj – Robert Kaliňák, slovakisk politiker.
- 14 maj – Sofia Coppola, amerikansk regissör, manusförfattare och skådespelare.
- 17 maj – Máxima, Nederländernas drottning 2013–.
- 18 maj – Annikafiore, eg. Annika Kjærgaard, svensk sångerska i Alcazar.
- 25 maj – Kristina Orbakaite, rysk sångerska, dotter till Alla Pugatjova.
- 26 maj – Matt Stone, amerikansk regissör, manusförfattare, producent, musiker, skådespelare och röstskådespelare.
- 27 maj
  - Paul Bettany, brittisk skådespelare.
  - Lisa Lopes, amerikansk sångerska och skådespelare.
- 28 maj – Marco Rubio, amerikansk republikansk politiker.
- 29 maj – Ken Lennaárd, svenskt pokerproffs och TV-personlighet.

#### Juni
- 2 juni – Kaidy Kuna, indonesisk skådespelare.
- 3 juni – Kristian Almgren, svensk skådespelare.
- 4 juni
  - Peter Jöback, svensk artist.
  - Mike Lee, amerikansk republikansk politiker.
  - Noah Wyle, amerikansk skådespelare.
- 5 juni – Mark Wahlberg, även känd som Marky Mark, amerikansk skådespelare och musiker, medlem i New Kids on the Block.
- 6 juni – Magnus Dahlberg, svensk kompositör av bland annat filmmusik.
- 7 juni – Anja Lundqvist, svensk skådespelare.
- 8 juni – Liv Alsterlund, svensk skådespelare.
- 10 juni – Bobby Jindal, amerikansk politiker (republikan).
- 14 juni – Håkan Mild, svensk fotbollsspelare.
- 15 juni – Jake Busey, amerikansk skådespelare.
- 16 juni – Tupac Shakur, amerikansk hiphopartist, skådespelare och poet.
- 19 juni – Denise Rudberg, svensk författare.
- 20 juni – Jeordie White, även känd som Twiggy Ramirez, amerikansk musiker, basist/gitarrist i Marilyn Manson.
- 23 juni – Fredrik Evers, svensk skådespelare.
- 27 juni – Dipendra Bir Bikram Shah Dev, kung av Nepal 1–4 juni 2001.
- 28 juni
  - Fabien Barthez, fransk fotbollsspelare.
  - Benito Martinez, amerikansk skådespelare.
  - Elon Musk, sydafrikansk-amerikansk entreprenör.
- 29 juni – Cecilia Wigström, svensk folkpartistisk politiker, riksdagsledamot från 2002.

### Tredje kvartalet

#### Juli
- 12 juli – Peter Jihde, svensk sportreporter och programledare.
- 16 juli – Corey Feldman, amerikansk skådespelare.
- 17 juli – Conny Johansson, svensk fotbollsspelare.
- 18 juli – Sarah McLeod, nyzeeländsk skådespelare.
- 20 juli – Sandra Oh, kanadensisk skådespelare.
- 21 juli – Charlotte Gainsbourg, fransk skådespelare.
- 23 juli
  - Juho Kautto, finländsk politiker.
  - Alison Krauss, amerikansk sångare och musiker (violin).
- 27 juli – Matt Hale, ledande inom "The Creativity Movement", dömd till 40 års fängelse.
- 28 juli – Andreas Lundhäll, svensk ljudtekniker och kompositör.
- 29 juli – Lisa Ekdahl, svensk sångare.

#### Augusti
- 5 augusti – Christian Lundqvist, känd som "Kicken", svensk trumslagare i gruppen The Poodles.
- 10 augusti
  - Matti Berenett, svensk skådespelare.
  - Roy Keane, irländsk fotbollsspelare.
- 12 augusti – Pete Sampras, amerikansk tennisspelare.
- 14 augusti – Tasso Stafilidis, svensk skådespelare och vänsterpartistisk politiker, riksdagsledamot 1998-.
- 18 augusti – Patrik Andersson, svensk fotbollsspelare.
- 22 augusti - Richard Armitage, brittisk skådespelare
- 29 augusti
  - Oliver Berben, tysk skådespelare.
  - Carla Gugino, amerikansk skådespelare.

#### September
- 1 september
  - Helena af Sandeberg, svensk skådespelare.
  - Hakan Şükür, turkisk fotbollsspelare.
- 2 september – Jonas Malmsjö, svensk skådespelare och manusförfattare.
- 3 september
  - Jimmy Endeley, svensk skådespelare.
  - Martin Sundbom, svensk skådespelare.
- 4 september – Ione Skye, brittisk skådespelare.
- 6 september
  - Leila K, svensk musiker.
  - Dolores O'Riordan, irländsk musiker, sångerska i The Cranberries.
- 8 september
  - David Arquette, amerikansk skådespelare.
  - Gillian van den Berg, nederländsk vattenpolospelare.
- 10 september
  - Håkan Adolfsson, svensk bandyspelare.
  - Carlo Silipo, italiensk vattenpolospelare.
- 14 september – Kimberly Williams, amerikansk skådespelare.
- 16 september – Amy Poehler, amerikansk komiker och skådespelare.
- 17 september – Parmjit Dhanda, brittisk parlamentsledamot för Labour Party 2001–2010.
- 18 september
  - Lance Armstrong, amerikansk cyklist.
  - Anna Netrebko, rysk-österrikisk sopran.
- 20 september – Henrik Larsson, svensk fotbollsspelare.
- 21 september – Alfonso Ribeiro, amerikansk skådespelare.
- 22 september – Märtha Louise, prinsessa av Norge.
- 25 september – Tanja Svedjeström, svensk skådespelare.
- 30 september – Jenna Elfman, amerikansk skådespelare.

### Fjärde kvartalet

#### Oktober
- 2 oktober
  - Xavier Naidoo, tysk musiker.
  - James Root, amerikansk musiker, gitarrist i Slipknot.
  - Tiffany, amerikansk sångerska.
- 3 oktober – Sean Duffy, amerikansk republikansk politiker.
- 5 oktober – Ivan Mathias Petersson, svensk skådespelare.
- 13 oktober – Johanna Lind, svensk vinnare av Fröken Sverige år 1993.
- 14 oktober – Jyrki Katainen, finländsk samlingspartistisk statsminister.
- 17 oktober – Martin Heinrich, amerikansk demokratisk politiker.
- 20 oktober
  - Snoop Dogg, amerikansk rap-artist.
  - Dannii Minogue, australisk skådespelare och sångerska.
- 25 oktober – Juha Mäenpää, finländsk politiker.
- 27 oktober – Channon Roe, amerikansk skådespelare.
- 29 oktober – Winona Ryder, amerikansk skådespelare.

#### November
- 5 november – Jonny Greenwood, brittisk musiker, gitarrist i Radiohead.
- 9 november – Melinda Kinnaman, svensk skådespelare.
- 13 november – Nathaniel Arcand, kanadensisk skådespelare.
- 15 november – Fredrik Virtanen, svensk journalist.
- 25 november – Christina Applegate, amerikansk skådespelare.
- 27 november – Erik Menendez, en av bröderna Menendez, dömda för mord på sina föräldrar 1989.

#### December
- 1 december – Jason Palmer, amerikansk affärsman och politiker
- 3 december
  - Ola Rapace, svensk skådespelare.
  - Keegan Connor Tracy, kanadensisk skådespelare.
- 5 december
  - Karl-Theodor zu Guttenberg, tysk politiker, försvarsminister 2009–2011.
  - Putte Nelsson, svensk pianist.
- 9 december – Petr Nedved, tjeckisk ishockeyspelare.
- 21 december – Pavel Tregubov, rysk schackspelare
- 22 december – Jonny Rödlund, svensk fotbollsspelare.
- 23 december – Corey Haim, kanadensisk skådespelare.
- 24 december – Ricky Martin, puertoricansk sångare.
- 25 december – Dido Armstrong, brittisk sångerska.
- 26 december
  - Alexandra Rapaport, svensk skådespelare.
  - Jared Leto, amerikansk skådespelare.
- 31 december – Heath Shuler, amerikansk demokratisk politiker, kongressledamot 2007–2013.

## Avlidna

### Första kvartalet

#### Januari
- 3 januari – Olle Strandberg, 84, svensk operasångare och manusförfattare.
- 10 januari
  - Coco Chanel, 87, fransk modeskapare.
  - Oscar Rundqvist, 57, svensk bassångare och multiinstrumentalist.
  - Stina Ståhle, 63, svensk skådespelare.
- 12 januari – Juha Rihtniemi, 43, finländsk politiker.
- 18 januari – Lothar Rendulic, 83, österrikisk-tysk generalöverste.
- 20 januari – Antonio Bacci, 85, italiensk kardinal.
- 21 januari – Richard Russell, 73, amerikansk politiker, senator 1933–1971.
- 22 januari – Hans Eriksson, 38, svensk ishockeyspelare och -tränare.
- 25 januari – Hilmer Peters, 73, svensk skådespelare och inspicient.
- 26 januari – Hermann Hoth, 85, tysk generalöverste.

#### Februari
- 1 februari – Raoul Hausmann, 84, österrikisk konstnär, fotograf, poet och författare.
- 2 februari – Axel Janse, 83, svensk skådespelare och inspicient.
- 5 februari – Mátyás Rákosi, 78, ungersk politiker.
- 8 februari – Harry Kelly, 75, amerikansk republikansk politiker, guvernör i Michigan 1943–1947.
- 11 februari
  - Harry Arnold, 50, svensk kapellmästare och kompositör, arrangör av filmmusik.
  - Ernst Nilsson, 80, svensk brottare.
- 16 februari – Heinrich Willi, 70, schweizisk barnläkare.
- 26 februari
  - Fernandel, 67, fransk skådespelare, komiker och sångare.
  - Otto Malmberg, 87, svensk skådespelare.
  - The Svedberg, 86, svensk professor i fysikalisk kemi, nobelpristagare i kemi 1926.

#### Mars
- 1 mars – Clayton Rawson, 63, amerikansk deckarförfattare och illusionist.
- 3 mars – Birger Lensander, 62, svensk skådespelare.
- 8 mars – Harold Lloyd, 77, amerikansk skådespelare.
- 9 mars – Kyrillos VI av Alexandria, 68, koptisk-ortodox påve och patriark av Alexandria.
- 11 mars – Philo Farnsworth, 64, amerikansk uppfinnare, pionjär inom televisionen.
- 16 mars – Thomas Dewey, 68, amerikansk politiker.
- 24 mars – Arne Jacobsen, 69, dansk arkitekt och formgivare.

### Andra kvartalet

#### April
- 2 april
  - Manfred B. Lee, 66, amerikansk deckarförfattare.
  - Kustaa Tapola, 76, finländsk militär.
- 3 april – Gabriel Rosén, 60, svensk skådespelare.
- 4 april – Knut Ström, 83, svensk regissör och scenograf.
- 6 april – Igor Stravinskij, 88, rysk kompositör.
- 8 april – Fritz von Opel, 71, tysk ingenjör.
- 12 april
  - Wynton Kelly, 39, amerikansk jazzmusiker.
  - Igor Tamm, 75, sovjetisk fysiker, nobelpristagare.
- 13 april
  - Matti Lehtelä, 64, finländsk skådespelare.
  - Karin Thelander, 55, svensk pedagog och författare.
- 15 april
  - Vladimir Rolovic, 54, jugoslavisk politiker och diplomat.
  - Ulf Nordwall, 68, svensk läkare.
- 21 april – François Duvalier, 64, haitisk läkare och politiker kallad Papa Doc, Haitis president 1957–1971.
- 23 april – Erik Johnsson, 52, svensk kompositör, kapellmästare och musikarrangör.
- 27 april – Inge Schiöler, 63, svensk målare och tecknare.

#### Maj
- 2 maj – Ragnar Hjorth, 84, svensk arkitekt.
- 6 maj – Helene Weigel, 70, tysk skådespelerska och teaterledare.
- 7 maj – Oscar Rosander, 69, svensk filmklippare, kortfilmsregissör och statistskådespelare.
- 9 maj
  - Albert W. Hawkes, 92, amerikansk affärsman och republikansk politiker, senator 1943–1949.
  - Milentije Popović, 57, jugoslavisk politiker, president Titos ställföreträdare.[43]
- 10 maj – Steve Hopkins, 41,  amerikansk journalist, manusförfattare och filmproducent.
- 11 maj – Ferenc Erdei, 60, ungersk politiker.
- 24 maj – Thomas J. Dodd, 64, amerikansk politiker, senator 1959–1971.
- 26 maj – Josua Mjöberg, 94, svensk litteraturvetare och rektor.
- 28 maj
  - Audie Murphy, 45, USA:s mest dekorerade soldat under andra världskriget och skådespelare.
  - Jean Vilar, 59, fransk teaterregissör och skådespelare.
- 30 maj – Maja Sandler, 93 svensk humanitär aktivist.

#### Juni
- 1 juni – Reinhold Niebuhr, 78, amerikansk teolog och filosof.
- 2 juni – Joel Rundt, 91, finlandssvensk författare och folkbildare.
- 4 juni – Georg Lukács, 86, ungersk filosof, författare och kritiker.
- 10 juni
  - Margit Siwertz, 70, svensk journalist.
  - Margot Ryding, 80, svensk skådespelare.
- 13 juni – Åke Stavenow, 73, svensk konstvetare.
- 15 juni – Arnoldo Mondadori, 82, italiensk tidnings- och bokförläggare.[43]
- 27 juni – Thomas E. Martin, 78, amerikansk republikansk politiker, senator 1955–1961.
- 28 juni – Franz Stangl, 63, tysk SS-officer, koncentrationslägerchef.

### Tredje kvartalet

#### Juli
- 1 juli – Lawrence Bragg, 81, australisk-brittisk fysiker, nobelpristagare.
- 3 juli – Jim Morrison, 27, amerikansk rockstjärna och poet.
- 4 juli
  - August Derleth, 62, amerikansk författare.
  - Rut Holm, 70, svensk skådespelare och sångerska.
- 5 juli – Hugo Zuhr, 76, svensk målare, tecknare, grafiker och professor.
- 6 juli – Louis Armstrong, 69, amerikansk jazzmusiker.
- 7 juli – Ub Iwerks, 70, amerikansk animatör och serietecknare.
- 10 juli – Hugo Cedergren, 79, svensk ungdomsledare.
- 11 juli
  - John W. Campbell, 61, amerikansk författare.
  - Pedro Rodríguez de la Vega, 31, mexikansk racerförare.
  - Ruben Nilson, 78, svensk målare, visdiktare och plåtslagare.
- 13 juli – Beth Hennings, 81, svensk folkpartistisk politiker och historiker.
- 17 juli – Bertil Carlberg, 71, svensk professor och skolledare.
- 18 juli – Julia Cæsar, 86, svensk skådespelare.
- 19 juli – John Jacob Astor, 1:e baron Astor av Hever, 85, brittisk tidningsägare och politiker.
- 21 juli – Yrjö Väisälä, 79, finländsk astronom och fysiker.
- 23 juli
  - Van Heflin, 62, amerikansk skådespelare.
  - William Tubman, 75, liberiansk politiker, Liberias president 1944–1971.
- 26 juli – Diane Arbus, 48, amerikansk fotograf.
- 27 juli – Bernhard Paumgartner, 83, österrikisk kompositör.

#### Augusti
- 1 augusti – Vincent Harris, 95, brittisk arkitekt.
- 3 augusti – Ernst Eklund, 88, svensk teaterchef, skådespelare och regissör.
- 9 augusti – Otto Wagener, 83, tysk militär.
- 15 augusti – Hugo Runewall, 77, svensk konstnär.
- 16 augusti – Wilhelm List, 91, tysk militär.
- 17 augusti – Hilding Rolin, 72, svensk skådespelare.
- 22 augusti – Birger Nerman, 82, svensk arkeolog och författare.
- 27 augusti – Lil Hardin Armstrong, 73, amerikansk jazzpianist, kompositör, arrangör, sångerska och bandledare.
- 28 augusti – Geoffrey Lawrence, 90, brittisk jurist.
- 30 augusti – Nathan Freudenthal Leopold Jr., 66, amerikansk brottsling.

#### September
- 4 september
  - Bjarne Lyngstad, 71, norsk politiker.[43]
  - Bourke B. Hickenlooper, 75, amerikansk republikansk politiker, senator 1945–1969.
- 7 september – Spring Byington, 84, amerikansk skådespelare.
- 9 september – Louise Adelborg, 86,svensk formgivare och textilkonstnär.
- 10 september – Pier Angeli, 39, italiensk skådespelare.
- 11 september – Nikita Chrusjtjov, 77, sovjetisk politiker.[8]
- 13 september – Lin Biao, 63, kinesisk militär och kommunistisk politiker.
- 20 september – Giorgos Seferis, 71, grekisk författare, nobelpristagare.
- 21 september – Bernardo Alberto Houssay, 84, argentinsk fysiolog och professor i fysiologi.
- 25 september – Hugo Black, 85, amerikansk jurist och politiker.
- 27 september – Einar Ralf, 83, svensk sångare (tenor), kompositör, dirigent och arrangör.

- 28 september – Henrik Bentzon, 76, dansk skådespelare.
- 29 september – Johannes Lid, 85, norsk botaniker.

### Fjärde kvartalet

#### Oktober
- 4 oktober – Saulo Haarla, 40, finländsk skådespelare.
- 7 oktober – John E. Miles, 87, amerikansk demokratisk politiker.
- 11 oktober – Rudolf Wittkower, 70, tysk konsthistoriker.
- 12 oktober
  - Dean Acheson, 78, amerikansk politiker.
  - Thomas M. Storke, 94, amerikansk demokratisk politiker och publicist, senator 1938–1939.
  - Gene Vincent, 36, amerikansk rockmusiker.
- 23 oktober – Veikko Heiskanen, 76, finländsk geodet.
- 24 oktober – Jo Siffert, 35, schweizisk racerförare.
- 29 oktober
  - Duane Allman, 24, amerikansk musiker.
  - Sven-Axel Carlsson, 39, svensk skådespelare och filmproducent.
  - Arne Tiselius, 69, svensk kemist, mottagare av nobelpriset i kemi 1948.
- 30 oktober – Einar Axelsson, 76, svensk skådespelare.
- 31 oktober – Wilma Malmlöf, 83, svensk skådespelare.

#### November
- 1 november – Absalom Willis Robertson, 84, amerikansk demokratisk politiker, senator 1946–1966.
- 2 november – Martha Vickers, 46, amerikansk skådespelare och fotomodell.
- 15 november – Rudolf Abel, 68, sovjetisk överste och spion.
- 16 november – Edie Sedgwick, 28, amerikansk skådespelare och fotomodell.
- 17 november – J. Howard Edmondson, 46, amerikansk demokratisk politiker, guvernör i Oklahoma 1959–1963, senator 1963–1964.
- 18 november – Nils Quensel, 77, svensk jurist och statsråd.
- 19 november – Marc Wallenberg, 47, svensk bankman.
- 25 november – Torsten Quensel, 73, svensk filmjournalist och manusförfattare.
- 26 november – Bengt Ekerot, 51, svensk skådespelare och regissör.

#### December
- 6 december – Matilda Ksjesinskaja, 99, rysk ballerina.
- 9 december – Ralph Bunche, 67, amerikansk diplomat, nobelpristagare.
- 15 december – Paul Lévy, 85, fransk matematiker.
- 18 december
  - Bobby Jones, 69, amerikansk golfspelare.
  - Aleksandr Tvardovskij, 61, sovjetisk poet.
- 20 december – Roy O. Disney, 78, amerikansk företagsledare.
- 28 december – Max Steiner, 83, österrikisk-amerikansk filmmusikkompositör.
- 30 december – Dorothy Comingore, 58, amerikansk skådespelerska.
- 31 december – Pete Duel, 31, amerikansk skådespelare.

## Nobelpris[44]
- Fysik – Dennis Gabor, Storbritannien
- Kemi – Gerhard Herzberg, Kanada
- Medicin – Earl W. Sutherland, USA
- Litteratur – Pablo Neruda, Chile
- Fred – Willy Brandt, Västtyskland
- Ekonomi – Simon Kuznets, USA